# Vale de Santiago
Vale de Santiago est une paroisse civile portugaise (en portugais : freguesia) de la municipalité d'Odemira dans le district de Beja.

## Géographie
Vale de Santiago est située au nord-est d'Odemira. La paroisse est limitrophe des municipalités de Santiago do Cacém, au nord, et d'Ourique, à l'est.

## Démographie
Lors du recensement de 2021, Vale de Santiago compte 823 habitants.